# Андаманці
Андама́нці (мінкопі) — корінне населення Андаманських островів (Індія). Андаманці майже повністю винищені англійськими колонізаторами (на початок 2010 року залишилось 52 представники з восьми племен). За іншими даними, нині налічується ще понад 200—300 осіб племені джарава. Визначити чисельність складно, оскільки плем'я джарава уникає контактів, а уряд Індії сприяє ізоляції задля порятунку їх автентичності.

## Розселення
На початок 21 століття андаманці населяють внутрішні ділянки Андаманських островів і невеликий острів Північний Сентінел. Частина їх після здобуття незалежності Індією переселена на острів Стрейт. Політично острови входять до складу Індії, географічно ближче до М'янми, розташовані між 10° і 15° північної широти. До складу архіпелагу входять острови: Північний Андаман, Середній Андаман, Південний Андаман, Малий Андаман Ратленд та інші дрібніші. Найбільш схильними до контактів з чужинцями є онге.
Північні андаманці (мешканці Великих Андаманських островів — ака-кари, ака-кора, ака-боа, ака-Джеря, ака-Беа тощо) і південні андаманці (онге Малих Андаманських островів, джарава Великого Андаману, мешканці островів Північний Сентінел, Ратленд).

### Плем'я бо
У лютому 2010 року на Андаманських островах у віці 85 років померла остання представниця племені бо, яке, як вважається, проживало на островах останні 65 тисяч років. Боа-старша була також останнім у світі носієм мови бо (англ. Aka-Bo language). Померла Боа-старша зуміла пережити цунамі в південно-східній Азії 26 грудня 2004 року. Вона розповідала:
|  | Ми всі були там, коли прийшов землетрус. Старійшина сказав нам: Земля розділиться на частини, не біжіть і не рухайтеся. |

## Племена
- Великоандаманці
  - Пучіквари

## Походження
Андаманці відносяться до негроїдів (негроїдно-пігмейський антропологічний тип). Існувала гіпотеза, що андаманці — нащадки африканських рабів, що розбилися на португальському кораблі. Зараз встановлено, що це залишки тубільного населення, негритоси, близькі до семангів і аета. Їх расовий типаж зрівнянний з типом африканських пігмеїв, зріст — 1,43 м у чоловіків, і ще менше у жінок — 1,38 м. Колір шкіри варіюється від чорного до червоно-коричневого (у онге).

### Колонізація
У 1858 році, коли англійці почали завоювання островів, тут налічувалося 5 тисяч аборигенів. Вони були єдиним населенням островів. У 1857-1859 роках Андаманські острови стали місцем заслання повсталих проти влади. У результаті колонізації тут спалахнули епідемії, у тому числі венеричних захворювань, почалася масова загибель серед місцевих жителів від занесених завойовниками хвороб. Якщо в середині XIX століття тут проживало близько 5 000 осіб, то на початку XX століття залишилося всього 625. Після здобуття Індією незалежності решту андаманців переселили на острів Стрейт.

## Мова
Андаманська мова — відособлена, складається з декількох окремих племінних мов. Вчені вважають, що мови корінних андаманців, які вважаються переселенцями зі східної Африки, є останніми у світі мовами, які сягають своїм корінням палеоліту, коли людина ще не займалася землеробством. Таким чином, місцевим мовам не менше 10 тисяч років. Декілька діалектів — беа, бажінгдіджі, ерева, джірава, онге, які діляться на піддіалекти. Мови ізольовані, можливо, що, відповідно до теорії Дж.  Грінберга, віддалено споріднені з папуаськими.

## Господарство
Основним заняттям андаманців було збиральництво, мисливство та рибальство (полювали на морських черепах, диких свиней), знали кераміку. Одяг в андаманців мінімальний, це пов'язка на стегнах з рослинних волокон. Живуть сім'ями в малих общинних круглих хатинах, вкритих очеретом і пальмовим листям, об'єднаних навколо площі для зборів і танцювальних обрядів.
Лісові андаманці (більш осілі) займаються полюванням на диких свиней з луком та гарпуном, з собаками. Займаються збиранням плодів, ягід, меду. Живуть у великих будинках на декілька сімей, існують чоловічі будинки, неодружених хлопців, які пройшли ініціацію.
Дім південних андаманців — круглий, з конічним дахом, північних — прямокутний, з двосхилим дахом з пальмового листя.

## Суспільний устрій
У суспільному устрої андаманців зберігалися пережитки двофратріального поділу і матріархату. Збереглася племінна організація, при тому, що локальні групи слабко консолідовані.

## Вірування
У релігії велику роль відігравав культ одухотворення природи, особливо мусону — Пугугу (Білику), а також культ героя Томо. У наш час існує тут і християнська церква.